# Michèle Arnaud
Michèle Arnaud, nata Micheline Caré (Tolone, 18 marzo 1919 – Maisons-Laffitte, 30 marzo 1998), è stata una cantante francese.
È stata l'artista che ha rappresentato il Lussemburgo nella prima edizione dell'Eurovision Song Contest, nel 1956. Lo ha fatto con i brani Ne crois pas e Les amants de minuit.
È stata nominata Cavaliere della Legion d'onore e dell'Ordre des arts et des lettres.
Ha duettato con Serge Gainsbourg in Les papillons noirs (1966).